# Rose Island
Rose Island – subantarktyczna, niezamieszkana wyspa na Oceanie Spokojnym, w północnej części archipelagu Auckland administracyjnie należącego do Nowej Zelandii, położona między wyspami Auckland i Friday Island na południowym zachodzie oraz Enderby na północnym wschodzie, około 470 km na południe od południowego krańca Wyspy Południowej. Od zachodu i północy jest ograniczona przez otwarty ocean, od wschodu i południa zaś przez Port Ross. Zajmuje powierzchnię około 80 ha. Wraz z innymi wyspami archipelagu została odkryta w 1806 przez Abrahama Bristowa, brytyjskiego marynarza i łowcę ssaków płetwonogich oraz wielorybów.
Cała grupa wysp Auckland jest pochodzenia wulkanicznego. Panuje na nich chłodny i wilgotny klimat. Południowe i zachodnie wybrzeże Rose Island jest strome na znacznej długości. Najwyższej położony punkt wyspy wznosi się na wysokość 48 m n.p.m. i usytuowany jest w jej południowej części.

## Biologia
Na wyspie żyje endemiczny dla archipelagu Auckland i bliski zagrożenia (NT) ptak Coenocorypha a. aucklandica z rodziny bekasowatych, a także narażona na wyginięcie (VU) cyraneczka auklandzka (Anas aucklandica) z rodziny kaczkowatych. Obserwowano również kolonie lęgowe albatrosa brunatnego (Phoebetria fusca).
Około połowy XIX wieku na Rose Island wprowadzono Oryctolagus c. cuniculus, jeden z sześciu podgatunków królika europejskiego. W 1993 rozpoczęto akcję jego wytępienia. Z pokładu helikoptera wypuszczono zbożowe kulki z antykoagulantem – brodifakum. Następnie urządzono polowania, używając psów i budując pułapki. Ostatnie króliki na Rose Island złapano 27 kwietnia 1993.

## Historia
W 1888 na Rose Island zbudowano drewnianą szopę, pełniącą rolę magazynu i mogącą być miejscem schronienia dla ewentualnych rozbitków. W marcu 1887 u wybrzeży Enderby brytyjski bark „Derry Castle” zderzył się z rafą koralową. W wyniku tej kolizji żaglowiec uległ zniszczeniu. Ocalali członkowie załogi, dzięki znalezieniu obucha topora, w ciągu około dwóch miesięcy zdołali zbudować płaskodenną łódź, pozyskując drewno z wraku swego statku. Wydostali się z Enderby i znaleźli schronienie w jednym z porzuconych gospodarstw na wyspie Auckland. Ostatecznie 20 lipca 1887 zostali uratowani przez załogę statku „Awarua”, płynącą w celu nielegalnego polowania na foki. Jeszcze przed 1896 zbudowana przez rozbitków łódź została przeniesiona do szopy na Rose Island. Po jej zawaleniu się w 1972 łódka ponownie została umieszczona w hangarze nad zatoczką Erebus – w pobliżu chaty, w której schronienie znaleźli rozbitkowie z „Derry Castle”. W latach 90. XX wieku trafiła jako eksponat do Southland Museum and Art Gallery w Invercargill na nowozelandzkiej Wyspie Południowej.